# CECED Home Appliances Interoperating Network
Die CECED als europäischer Verband der Hausgerätehersteller, hat mit CHAIN (CECED Home Appliances Interoperating Network) einen Standard für die Kommunikation elektrischer Hausgeräte auf den Weg gebracht, der neue Maßstäbe im Bereich Heimautomatisierung bzw. „Intelligentes Wohnen“ setzen soll.
In der Konnex-Vereinigung haben sich weltweit zahlreiche Unternehmen aus den Branchen Weiße Ware, Heizung, Sanitär, Lüftung und Gebäudetechnik zusammengeschlossen. Man einigte sich auf den KNX-Standard als weitere Basis, der die besten Ansätze aus den Vorgänger-Standards BatiBus, European Home Systems (EHS) und Europäischer Installationsbus (EIB) vereinen sollte.
Zum Einsatz kommen bei der CHAIN-Abstraktion protokoll- bzw. hardwareseitig die Einzelstandards EHS und Konnex. CHAIN beschreibt auf dieser Basis ein herstellerübergreifendes Protokoll zum Austausch von Daten und Steuerbefehlen für vernetzte Haushaltsgeräte.
Die Kommunikation innerhalb des Hauses wird entweder über Stromleitungen (Powerline) oder Funkverbindungen über KNX-RF (868 MHz) hergestellt. In beiden Fällen sind weder die Verlegung neuer Kabel noch Spezialwissen zur Konfiguration notwendig (plug-and-play).
CHAIN definiert ein Protokoll für den Datenaustausch zwischen einem Service Gateway und vernetzten Einzelgeräten wie Kühl- und Gefrierschränken, Waschmaschinen, Trocknern, Geschirrspülern und Backöfen. So wird das Steuern und Überwachen von Schlüsselfunktionen ermöglicht, was z. B. die Fernbedienung von Geräten, die Ferndiagnose von Fehlern, automatische Wartung, ein Energie- und Beladungsmanagement oder einfach das Aufspielen neuer Programmversionen erlaubt.

## Standards und Gremien
- European Home Systems / Konnex
- Local Operating Network
- CECED